# Patins
El patinatge és un esport que es practica lliscant per terra sobre d'uns patins. Les modalitats que hi ha són en línia o sobre gel. En ambdós casos, pot donar lloc a un altre esport com l'hoquei.
Es pot considerar un esport aeròbic i alhora anaeròbic. Això és degut al fet que requereix ritmes constants d'oxigen (esport aeròbic), però pot requerir que la persona que el practiqui realitzi un esprint (esport anaeròbic). Requereix que la persona que el practica tingui força, habilitat i resistència.

## Història
La història del patinatge comença el 1733 quan l'holandés Hoans Brinker construeix la primera roda metàl·lica.
El 1813 un inventor anomenat Jean Garcín va construir unes rodes de fusta que dos anys després tindrien molt d'èxit, també va crear una escola de patinatge, però la gent que anava a pràctica tenia molts accidents i això va provocar que tanquessin l'escola.
54 anys més tard va ser contractat per uns industrials britànics que prèviament perfeccionat, el van presentar i van exposar a la Fira Mundial de París. Aquest projecte va ser patentat a Nova York per James Leonard Plint, amb l'acoblament d'un mecanisme de frenada consistent en un tac de cautxú a la part davantera.
En 1876 es va obrir el primer centre de patinatge com esport de moda, a partir d'aquell moment es va posa de moda a molts països com Alemanya, Estats Units i també per Europa.
Més tard van començar a néixer clubs i competicions. Edward Crawford va portar noves ideas de patinatge com l'hoquei patins.
A partir d'aquell moment hi ha es va posar de moda a tot al món i van néixer tot el que ara coneixem sobre el patinatge.

## Tipus de patins[3]

### Patins en línia
Els patins en línia consisteixen en una bota que a sota tenen entre 2 i 5 rodes, amb els patins en línia es practica el patinatge en descens, urbà, velocitat.

### Patins sobre gel
Els patins sobre gel són fulles de metall enganxades a sota de la bota que serveixen per llisca pel gel. Aquests patins es fan servir principalment en Hoquei sobre gel, patinatge de velocitat sobre gel, Patinatge artístic sobre gel.

### Patins agressius
Els patins agressius només es fan servir en el patinatge agressiu perquè són uns patins especials, ja que compten amb espai a la bota del patí i en la sola per poder grindar (lliscar) en vorades. Les rodes dels patins d'agressiu són més gruixudes que les dels patins comuns, variant el seu diàmetre entre els 56 i 59 mm.

### Patins de 4 rodes
En els patins de quatre rodes les rodes es distribueixen en grups de dos, compartint un eix, tenint quatre rodes cada patí, dos davant i dos darrere. Hi ha una plantilla que compta amb un fre a la part davantera. El sistema de tancament de la bota sol ser mitjançant cordons. Aquest tipus de patins solen ser utilitzats per a l'hoquei sobre patins o el patinatge artístic.

## Tipus de patinatge[4]

### Patinatge artístic sobre gel[5]
Consisteix en el fet que 1 o 2 persones durant un cert temps interpretin una peça musical sobre una pista de gel fent salts, piruetes, girs, etc... aquests elements després seran valorats per un jurat.

### Patinatge de velocitat sobre gel[6]
El patinatge de velocitat sobre gel és un esport que consisteix a fer carreres de diferents distàncies sobre una pista de gel amb forma allargada i en la qual els competidors van amb uns patins especialitzats.

### Patinatge artístic sobre rodes[7]
El patinatge artístic sobre rodes és una disciplina esportiva de lliscament que combina elements tècnics amb moviments artístics. Aquest esport és difícil, ja que requereix una bona preparació física i una gran capacitat de concentració per patinar al ritme de la música.

### Patinatge de velocitat[6]
El patinatge de velocitat sobre rodes es realitza amb patins en línia en una pista ovalada.
L'objectiu d'aquesta disciplina és complir una totalitat de voltes a la pista amb el menor temps possibles.

### Patinatge agressiu
El patinatge agressiu consisteix a realitzar acrobàcies, salts, també consisteix en lliscar sobre rampes, vorades, baranes o halfpipes. El patinatge agressiu es divideix en tres categories principals que són street, vert (en half-pipe) i park (en skatepark).

### Roller Derby[8]
És un esport femení de contacte a què es juga amb patins de 4 rodes sobre una pista oval. Es patina sempre en el sentit contrari a les agulles del rellotge. Cada partit o també anomenat Bout de Roller Derby consta de dos temps de 30 minuts que es divideixen en carreres de fins a 2 minuts que es diuen JAM.

### Inline Freestyle
El Freestyle és un tipus de patinatge que està format per un conjunt de noves modalitats: Slalom, Speed Slalom, Salt i derrapes.

### Hoquei patins[9]
És un esport que es juga en pista, per dos equips de 5 jugadors, un dels quals és porter. Es mouen sobre patins de 4 rodes, colpejant amb un pal anomenat estic un i no pilota en forma de disc que s'ha d'introduir en la porteria contrària. El partit consta de dues parts de 25 minuts.